# André Roosenburg
Andries Hendrik Roosenburg (L'Aia, 18 agosto 1923 – Franeker, 26 luglio 2002) è stato un calciatore olandese, di ruolo centravanti.

## Carriera

### Club
Roosenburg viene scoperto giovanissimo dall'ADO Den Haag, con il quale vince due campionati olandesi nel 1942 e nel 1943.
Dal 1945 al 1947 gioca nel Neptunia di Delfzijl, nel 1947 passa al VV Sneek, dove rimane fino al 1950, quando passa alla Fiorentina in Serie A.
Arriva a Firenze a campionato iniziato e fa il suo debutto alla ventunesima giornata. Nonostante iniziali problemi di ambientamento, disputa una buona stagione segnando 7 reti. Nella stagione successiva disputa una prima metà di campionato negativa anche a causa di un cattivo stato di forma, tuttavia nella seconda metà della stagione riprende la forma migliore e con 10 gol contribuisce alla conquista del quarto posto. Anche l'anno successivo parte da titolare, ma dopo la sconfitta per 3-0 contro l'Inter perde il posto e decide di tornare nei Paesi Bassi.
In patria gioca ancora per il VV Sneek prima di passare poi all'Helmondia '55 e, successivamente, al VV Leeuwarden, con il quale diventa capocannoniere nella stagione 1958-1959. Nella stagione successiva passa al N.E.C., e nella prima partita un infortunio mette fine alla sua carriera.

### Nazionale
Roosenburg vanta 9 presenze e un gol con la Nazionale olandese. Con essa disputò i Giochi olimpici del 1948, dove nella partita contro l'Irlanda ha segnato il suo unico gol in Nazionale.

## Palmarès

### Club

#### Competizioni nazionali
- Campionato olandese: 2

1942, 1943

### Individuale
- Capocannoniere della Eredivisie: 1

1958-1959 (28 gol)